# Литовская рапсодия (Карлович)
«Литовская рапсодия» (пол. Rapsodia litewska) ля минор, соч. 11 ― третья из шести симфонических поэм польского композитора Мечислава Карловича. Типичное исполнение пьесы длится 18-20 минут.

## История

### Предыстория
«Литовская рапсодия» отличается от других симфонических поэм Карловича тем, что работа над её созданием не была вдохновлена каким-либо литературным произведением или философскими размышлениями. Это ― произведение сугубо личного характера, уходящее корнями в ранние годы жизни композитора, которые он провёл  в Беларуси, земли которой находились в составе Российской Империи (его семья владела имением в деревне Вишнево). Более того, в отличие от других сочинений Карловича, «Литовская рапсодия» основана на реальном народном материале ― национальных литовских и белорусских мелодиях, большая часть которых была собрана композитором в 1900 году во время отдыха в своём родовом имении. Композитор так охарактеризовал пьесу в письме своему другу Адольфу Хыбиньскому, отправленном 24 ноября 1906 года:
Я попытался передать в ней всеобщую скорбь, уныние и вечное рабство того народа, песни которого я слышал в детстве… Я не могу судить, удалось ли мне ― и если удалось, то насколько ― вложить в форму оркестрового произведения хотя бы частицу того, что витает в воздухе в каждой части этого региона.
По словам Лешека Полоны, биографа Карловича, «Литовская рапсодия» «тесно связана с воспоминаниями композитора о детстве, с семейным очагом и детскими играми».

### Сочинение и исполнение
Поэма была написана между апрелем и ноябрём 1906 года. Карлович начал работать над ней в Варшаве, позже переехал в Закопане, а закончил пьесу, уже проживая в Лейпциге.
Первое исполнение произведения состоялось в Варшаве 25 или 26 (по разным данным) февраля 1909 года под управлением Гжегожа Фительберга, вскоре после гибели Карловича 8 февраля в Татрах. В конце 1910 или начале 1911 года Варшавское музыкальное общество опубликовало первое издание произведения.
В последующие годы рапсодия неоднократно исполнялась не только в концертных залах Варшавы, Кракова и Львова, но и за пределами Польши: в Ницце, Глазго, Санкт-Петербурге и Лондоне. Пьесой дирижировали Эмиль Млынарский, Мечислав Солтыс, Здзислав Бирнбаум, Генрих Опеньский и Хосе Лассаль.
В 1923 году в Большом театре Познани был поставлен балет на музыку «Литовской рапсодии». В 1983 году некоторые мотивы рапсодии вместе со скрипичным концертом и несколькими песнями Карловича были включены в театральную постановку Адама Ханушкевича в Большом театре Лодзи.

## Инструментовка
Произведение написано для трёх флейт, двух гобоев, английского рожка, двух кларнетов in B♭, бас-кларнета in B♭, двух фаготов, четырёх валторн in F, двух труб in C, трёх тромбонов, литавр, треугольника, тарелок и струнных.

## Структура
Рапсодия представляет собой последовательность из пяти разделов, слабо связанных между собой:
- Allegro ben moderato (ля минор) —
- Lento (до-диез минор) — Allegretto pastorale (ми мажор) — Lento (до-диез минор) —
- Andante tranquillo (ре-бемоль мажор) —
- Allegretto giocoso (фа мажор) —
- Tempo I (Allegro ben moderato, ля минор)

В произведении используются мотивы литовских песен «Mylu, mylu, mylu» и «Békit, bareliai» (существует аранжировка этой песни, сделанная Микалоюсом Чюрлёнисом).